# Giovanni Antonio Volpi

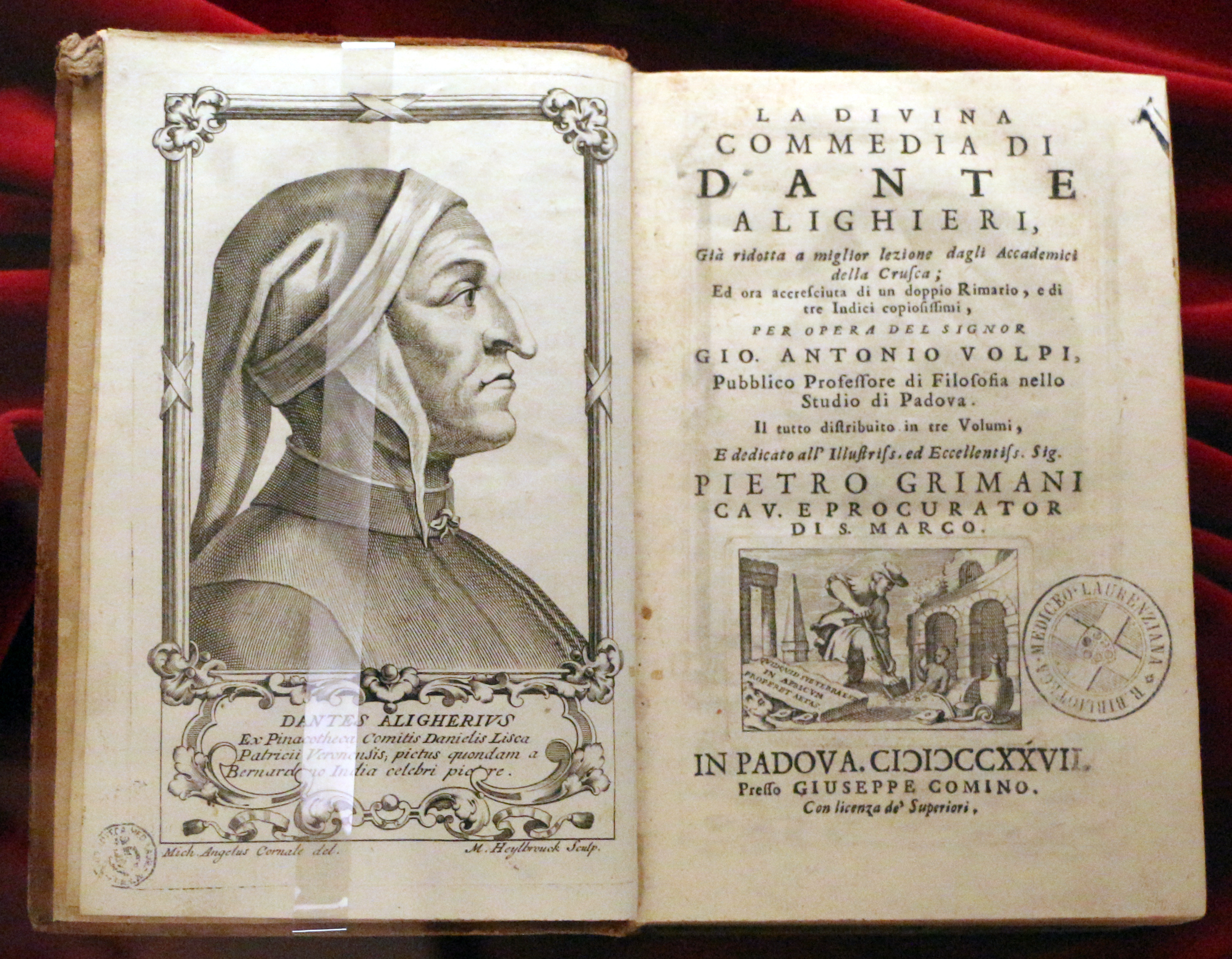
Giovanni Antonio e Gaetano Volpi, La Divina Commedia di Dante... curata dall'Accademia della Crusca con rimario e tre indici, Padova, Giuseppe Comino, 1726-27 (Biblioteca Medicea Laurenziana)

Giovanni Antonio Volpi, o Giannantonio Volpi (Padova, 10 novembre 1686 – Padova, 25 ottobre 1766), è stato un critico letterario, editore e poeta italiano.

## Biografia

Scholae duae, 1728

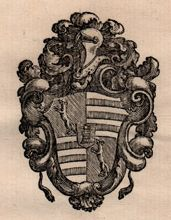
Marca tipografica di Volpi

Nato a Padova nel 1686, figlio del commerciante Giovanni Domenico Volpi e di Cristina Zeno, iniziò gli studi presso il collegio dei Gesuiti, passando a studiare giurisprudenza all'Università di Padova, dove si laureò nel 1708.
Dal 1727 al 1736 gli fu affidata la seconda cattedra di filosofia nella stessa università, poi dal 1736 al 1760 la cattedra di lettere greche e latine, in precedenza occupata da Domenico Lazzarini.
Nel 1717, insieme con il fratello Gaetano, istituì, e diresse fino al 1756 nella propria casa, una tipografia per la stampa di opere letterarie ed erudite, affidandone la direzione tecnica a Giuseppe Comino, pertanto nota come "stamperia Cominiana", che proseguì la sua attività per 40 anni fino alla morte di Comino nel 1757.
Le molte e pregiate edizioni "cominiane", molto apprezzate per l'eleganza della stampa e la correttezza dei testi, comparvero per la maggior parte con introduzioni, commenti e note di Volpi, che si occupò di scegliere i testi e di illustrarli criticamente, mentre il fratello Gaetano svolgeva le mansioni di correttore, esercitate con dottrina e diligenza.
Tra le opere del Volpi, oltre a molti classici italiani e latini da lui editi: Carminum libri tres (1725; 2ª ed., 1742); Liber de utilitate poetices (1743); Liber de satyrae latinae natura et ratione (1744); Polinnia... stanze (1751), di cui sopravvivono pochi esemplari. Il fratello Gaetano fu autore del pregevole catalogo La libreria de' Volpi e la stamperia cominiana, che descrive sia i libri raccolti e conservati nella "Vulpiorum bibliotheca domestica", sia il catalogo cronologico di tutte le edizioni della stamperia Volpi-cominiana.
Giovanni Volpi ebbe stretti contatti con alcuni dei maggiori intellettuali dell'area veneziana e fu socio di numerose accademie: quelle patavine degli Orditi e dei Ricovrati, della quale fu principe per due volte, l'Accademia dei filomati di Cesena, quella della Crusca e l'Accademia dell'Arcadia (col nome di Ulipio Grinejo).
Morì a Padova nel 1766.

## Opere
- Che non debbano ammettersi le Donne allo studio delle Scienze, e delle bell'Arti, (discorso accademico), 1723.
- (LA) Carminum libri tres, 1ª ed., Patavii, Giuseppe Comino, 1725.
  - (LA) Carminum libri tres, 2ª ed., Patavii, Giuseppe Comino, 1742.
- (LA) Scholae duae, Patavii, Giuseppe Comino, 1728.
- (LA) De utilitate poetices, Patavii, Giuseppe Comino, 1743.
- (LA) De satyrae latinae natura et ratione, Patavii, Giuseppe Comino, 1744.
- Polinnia, ovvero i Frutti della solitudine; stanze, etc., 1751.